# Františka Kolaříková
Františka Kolaříková, rozená Gazdová (27. března 1868 Hodonín – ???), byla česká a československá politička a poslankyně Revolučního národního shromáždění za Československou sociálně demokratickou stranu dělnickou.

## Biografie
V letech 1918-1920 zasedala v Revolučním národním shromáždění za Československou sociálně demokratickou stranu dělnickou. Podle údajů k roku 1918 byla profesí dělnicí.